# Шерешевський Михайло Ізраїльович
Михайло Ізраїльович Шерешевський (нар. 21 квітня 1950, Мінськ) — білоруський шахіст, міжнародний майстер, заслужений тренер БРСР (1988). Чемпіон Мінська (1968), неодноразовий призер чемпіонатів Білорусі, був членом збірної команди БРСР.
Тренер. Серед учнів — гросмейстери серед жінок Рахіль Ейдельсон і Олена Заяц.
Автор шахових книг, виданих у багатьох країнах. У СРСР дуже популярними були книги «Стратегія ендшпілю» і «Контури ендшпілю».
Від 1990 року живе в Болгарії.

## Книги
- Шерешевский Михаил — «Стратегия эндшпиля» — Москва. «Физкультура и спорт», 1988 г., 304 стр.
- Слуцкий Леонид, Шерешевский Михаил — «Контуры эндшпиля» — Москва. «Физкультура и спорт», 1989 г. 400 стр.
- Mikhail Shereshevsky — «The Soviet Chess Conveyor» — Semko, Sofia, ISBN 954-8782-01-4, 343 pages, paperback, 1994.